# 시카고강

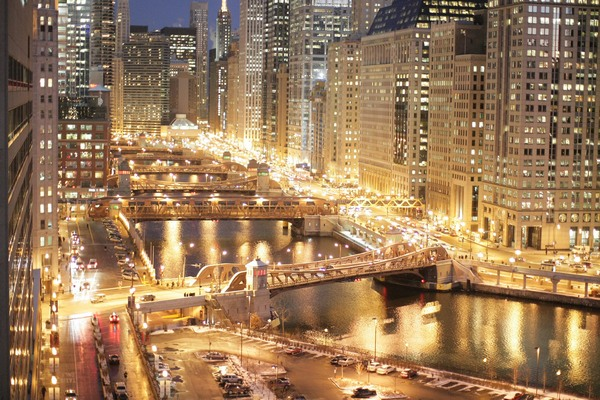
시카고 강

시카고강(Chicago River)은 미국 일리노이주 시카고를 흐르는 길이 251km의 강이다.
원래는 시카고 중심부를 지나 미시간호로 흐르는 길이 251Km의 강이었다. 하지만 1900년에 시카고강 하구에 운하를 건설하여 운하의 바닥이 호수 수면보다 낮아지면서 물의 흐름이 거꾸로 바뀌어 오늘날에는 미시간호에서 물이 흘러 시카고 중심부를 지나 강의 북쪽 지류, 남쪽 지류와 만난다.
매년 성 페트릭의 날에는 시카고강을 초록색으로 물들이고 기념한다. 시카고강에는 도개교, 회선교, 승개교, 전개교 등 다양한 형태를 가진 45개의 가동교가 있다. 강둑을 따라 시카고의 상징적인 건물들이 들어서 있다.